# ادورن (روستا)
ادورن (روستا) (به هلندی: Odoorn) یک منطقهٔ مسکونی در هلند است که در بورخر-ادورن واقع شده‌است. ادورن ۱٬۸۵۶ نفر جمعیت دارد.